# احمدآباد (بوئین‌زهرا)
احمدآباد، روستایی از توابع بخش دشتابی شهرستان بوئین‌زهرا در استان قزوین ایران است.

## جمعیت
این روستا در دهستان دشتابی غربی قرار دارد و براساس سرشماری مرکز آمار ایران در سال ۱۳۸۵، جمعیت آن ۵۶۸ نفر (۱۳۹خانوار) است به زبان ترکی آذربایجانی سخن میگویند.